# 西側よしみ
西側 よしみ（にしがわ よしみ、1953年4月8日 - ）は、大阪府茨木市出身の元競泳選手。現在は茨城県守谷市在住。武庫川女子大学短期大学部卒業。オリンピックに3大会連続で出場した。現在は村山よしみの名前で日本水泳連盟常務理事、社団法人日本マスターズ水泳協会理事やトータル・オリンピック・レディス会幹事等を務める。

## 主な競技歴
- 1965年9月 奥田精一郎に誘われ山田スイミングクラブに入部。金田平八郎、加藤浩時の指導を受ける。
- 1968年8月 日本水泳選手権大会 200m平泳ぎ 3位、200m個人メドレー 優勝（2分32秒7・日本新）
- 1968年10月 メキシコシティーオリンピック出場
  - 200m個人メドレー5位入賞（2分33秒7）、200m平泳ぎ予選敗退、400mフリーリレー6位入賞（4分13秒6）
- 1969年8月 日本水泳選手権大会 200m個人メドレー優勝（2分31秒1・日本新）、400m個人メドレー優勝（5分25秒3・日本新）
- 1970年8月 日本水泳選手権大会 200m個人メドレー、400m個人メドレー優勝
- 1970年12月 第6回アジア大会（バンコク）100m自由形優勝（1分1秒0・日本新）、200m自由形優勝、200m個人メドレー優勝、400mメドレーリレー優勝、400mフリーリレー優勝（5冠）
- 1971年3月 1970年度日本水泳連盟「最優秀選手賞」受賞
- 1971年8月 全米水泳選手権 200m個人メドレー 優勝（2分26秒0・予選の2分25秒6は日本新）
- 1972年3月 1971年度日本水泳連盟「最優秀選手賞」受賞
- 1972年8月 ミュンヘンオリンピック出場
  - 200m個人メドレー7位入賞（2分26秒35）、400mフリーリレー予選敗退、400mメドレーリレー6位入賞（4分30秒18）
- 1972年12月 山田スイミングクラブ解散に伴い、イトマンスイミングスクールに移籍。
- 1973年8月 日本水泳選手権大会 100m自由形、100m背泳ぎ優勝
- 1974年9月 第7回アジア大会（テヘラン） 100m、200m自由形（2分12秒91・日本新）、200m個人メドレー等で5冠
  - この後、選手活動を一時休止する。
- 1976年2月 選手活動を再開する。
- 1976年7月 モントリオールオリンピック出場
  - 100m背泳ぎ15位（1分06秒46）、200m背泳ぎ予選敗退、400mメドレーリレー7位入賞（4分23秒47）。この大会を最後に引退。

## エピソード
夫の村山隆志は1976年モントリオールオリンピックボート競技エイト代表で、現在はトランスメタ日本法人代表取締役社長である。